# Benjamin Peterson
Benjamin „Ben“ Lee Peterson (* 27. Juni 1950 in Cumberland, Barron County, Wisconsin) ist ein ehemaliger US-amerikanischer Ringer.

## Werdegang
Ben Peterson wuchs zusammen mit seinem zwei Jahre älteren Bruder John in Comstock, Wisconsin auf. Er erlernte das Ringen an der High School und an der Iowa State University. Sein Trainer war dort Harold Nichols. Beim US-Hochschulringen gewann er zweimal den NCAA (Amerik. Hochschul-Sportverband) Division I Titel und dreimal den NCAA Division I All American Titel. Über die Qualifikation der AAU (Amerik. Athleten Union) erreichte er einen Start bei den Olympischen Spielen 1972 in München, wo er in überzeugender Manier in seinem ersten großen internationalen Turnier Olympiasieger im Halbschwergewicht (bis 90 kg Körpergewicht), Freistil, wurde. Sein Bruder John gewann eine Gewichtsklasse tiefer die Silbermedaille. Bei den Olympischen Spielen 1976 in Montreal drehten beide das Resultat um, denn nun gewann Ben eine Silbermedaille, während John Olympiasieger wurde. Einen dritten Start bei Olympischen Spielen verhinderte 1980 die Politik.
Seit 1980 trainierte er am Maranatha Baptist Bible College in Watertown, Wisconsin junge Ringer. 1985 wurde einer seiner Schüler, Mike Houck, Weltmeister im griechisch-römischen Ringen.

## Internationale Erfolge
(OS = Olympische Spiele, WM = Weltmeisterschaft, F = Freistil, Hs = Halbschwergewicht, bis 90 kg Körpergewicht, S = Schwergewicht, bis 100 kg Körpergewicht)
- 1972, Goldmedaille, OS in München, F, Hs, mit Siegen über Pawel Kurczewski, Polen, Raul Garcia, Mexiko, Barbaro Morgan, Kuba, Reza Hosianikhorami, Iran, Rusi Petrow, Bulgarien und einem Unentschieden gegen Gennadi Strachow, UdSSR;
- 1973, 3. Platz, WM in Teheran, F, Hs, mit Siegen über Hosianikhorami, Dimo Kostow, Bulgarien, Dimitrios Spiridopoulos, Griechenland, Károly Bajkó, Ungarn und Niederlagen gegen Lewan Tediaschwili, UdSSR und Horst Stottmeister, DDR;
- 1975, 5.Platz, WM in Minsk, F, S, mit Siegen gegen Petr Drozda, Tschechoslowakei, Max Schröger, BRD, Claude Pillon, Kanada und Niederlagen gegen Dimo Kostow und Harald Büttner, DDR;
- 1976, Silbermedaille, OS in Montreal, F, Hs, mit Siegen über Schukri Ljutwiew, Bulgarien, Stelică Morcov, Rumänien, Barbaro Morgan, Salad Ud-Din, Pakistan, Yoshioka Yatsu, Japan, Horst Stottmeister und einer Niederlage gegen Lewan Tediaschwili, UdSSR;
- 1978, 5. Platz, WM in Mexiko-Stadt, F, Hs, mit Siegen über Géza Molnar, Ungarn, Hassan Kolahi, Iran, Peter Neumair, BRD und Niederlagen gegen Iwan Guinow, Bulgarien und Uwe Neupert, DDR